# Professional'nyj Basketbol'nyj klub CSKA 2010-2011
Questa voce raccoglie le informazioni riguardanti il Professional'nyj Basketbol'nyj klub CSKA nelle competizioni ufficiali della stagione 2010-2011.

## Stagione
La stagione 2010-2011 del Professional'nyj Basketbol'nyj klub CSKA è la 20ª nel massimo campionato russo di pallacanestro, la Professional'naya basketbol'naya liga.

## Roster
Aggiornato al 21 gennaio 2022
| CSKA Mosca 2010-11 | CSKA Mosca 2010-11 |
| Giocatori          | Staff tecnico      |
| ------------------ | ------------------ |

| N. | Naz.                                       | Ruolo | Nome               | Anno | Alt.   | Peso   |  |
| -- | ------------------------------------------ | ----- | ------------------ | ---- | ------ | ------ |  |
| 5  | Russia (bandiera)                          | AG    | Nikita Kurbanov    | 1986 | 202 cm | 99 kg  |  |
| 6  | Russia (bandiera)                          | AP    | Sergej Bykov       | 1983 | 190 cm | 90 kg  |  |
| 7  | Russia (bandiera)                          | G     | Denis Polochin     | 1990 | 196 cm | 84 kg  |  |
| 7  | Slovenia (bandiera)                        | PG    | Sani Bečirovič     | 1981 | 193 cm | 95 kg  |  |
| 8  | Slovenia (bandiera)                        | AG    | Matjaž Smodiš      | 1979 | 205 cm | 120 kg |  |
| 9  | Lituania (bandiera)                        | AP    | Ramūnas Šiškauskas | 1978 | 198 cm | 100 kg |  |
| 10 | Stati Uniti (bandiera) · Russia (bandiera) | P     | J.R. Holden        | 1976 | 185 cm | 84 kg  |  |
| 11 | Russia (bandiera)                          | P     | Ivan Strebkov      | 1991 | 193 cm | 89 kg  |  |
| 11 | Moldavia (bandiera) · Russia (bandiera)    | AC    | Aleksandr Gudumak  | 1993 | 203 cm | 106 kg |  |
| 15 | Russia (bandiera)                          | C     | Artëm Zabelin      | 1988 | 215 cm | 111 kg |  |
| 20 | Russia (bandiera)                          | AG    | Andrej Voroncevič  | 1987 | 205 cm | 104 kg |  |
| 21 | Stati Uniti (bandiera)                     | G     | Trajan Langdon     | 1976 | 192 cm | 95 kg  |  |
| 22 | Serbia (bandiera)                          | C     | Boban Marjanović   | 1988 | 222 cm | 132 kg |  |
| 23 | Russia (bandiera)                          | PG    | Aleksej Šved       | 1988 | 198 cm | 86 kg  |  |
| 24 | Russia (bandiera)                          | C     | Saša Kaun          | 1985 | 212 cm | 111 kg |  |
| 30 | Russia (bandiera)                          | C     | Dmitrij Sokolov    | 1985 | 214 cm | 110 kg |  |
| 31 | Russia (bandiera)                          | AG    | Viktor Chrjapa (C) | 1982 | 204 cm | 101 kg |  |
| 44 | Stati Uniti (bandiera)                     | G     | Jamont Gordon      | 1987 | 193 cm | 97 kg  |  |

| Allenatore |
| - Duško Vujošević (fino al 25 novembre) - Dmitrij Šakulin (dal 25 novembre fino al 28 febbraio) - Jonas Kazlauskas (dal 28 febbraio)                                          |
| Assistente/i |
| - Sašo Filipovski (fino al 25 novembre) - Dmitrij Šakulin (fino al 25 novembre e dal 28 febbraio) - Sergej Žarmuchamedov Legenda - (C) Capitano - (IN) Inattivo - Infortunato |

## Mercato

### Sessione estiva
| Acquisti | Acquisti         | Acquisti        | Acquisti      | Acquisti |
| R.a      | Nome             | da              | Modalità      |          |
| -------- | ---------------- | --------------- | ------------- | -------- |
| C        | Boban Marjanović | Hemofarm Vršac  | definitivo    |          |
| G        | Sergej Bykov     | Dinamo Mosca    | definitivo    |          |
| G        | Jamont Gordon    | Cibona Zagabria | definitivo    |          |
| G        | Aleksej Šved     | Dinamo Mosca    | fine prestito |          |

| Cessioni | Cessioni          | Cessioni             | Cessioni       | Cessioni |
| R.       | Nome              | a                    | Modalità       |          |
| -------- | ----------------- | -------------------- | -------------- | -------- |
| G        | Zoran Planinić    | Chimki               | fine contratto |          |
| AC       | Pops Mensah-Bonsu | Saski Baskonia       | fine contratto |          |
| AP       | Viktor Kejru      | Dinamo Mosca         | fine contratto |          |
| GA       | Anton Ponkrašov   | Sptk. S. Pietroburgo | fine contratto |          |

### Dopo l'inizio della stagione
| Acquisti | Acquisti       | Acquisti     | Acquisti   | Acquisti   |
| R.       | Nome           | da           | Data       | Modalità   |
| -------- | -------------- | ------------ | ---------- | ---------- |
| PG       | Sani Bečirovič | Türk Telekom | marzo 2011 | definitivo |

| Cessioni | Cessioni         | Cessioni        | Cessioni         | Cessioni |
| R.       | Nome             | a               | Data             | Modalità |
| -------- | ---------------- | --------------- | ---------------- | -------- |
| C        | Boban Marjanović | Žalgiris Kaunas | 31 dicembre 2010 | prestito |